# Slatina, Znojmo
Slatina là một làng thuộc huyện Znojmo, vùng Jihomoravský, Cộng hòa Séc.